# Movimento Autonomista Regionale Padano

Drapò, vlajka Piemontu

Movimento Autonomista Regionale Padano (česky Padanské regionální autonomistické hnutí) byla italská koalice pro subsidarita a autonomie pro italské kraje.
Jejím symbolem byl Drapò, vlajka Piemontu.

## Strany koalice
- Movimento Autonomista Regionale Lombardo
- Movimento Autonomista Regionale Piemontese
- Movimento Autonomo Regionalista Veneto

## Výsledky
V roce 1958 dostala koalice ve volbách 70 589 hlasů (0,24%).